# Pachymeta
Pachymeta is een geslacht van vlinders van de familie spinners (Lasiocampidae).

## Soorten
- P. capreolus Aurivillius, 1915
- P. contraria (Walker, 1855)
- P. immunda (Holland, 1893)
- P. semifasciata Aurivillius, 1925